# Eremogone multiflora
Eremogone multiflora là loài thực vật có hoa thuộc họ Cẩm chướng. Loài này được (Gilli) Ikonn. mô tả khoa học đầu tiên năm 1973.